# Lijst van wielrenners - M
Dit is een lijst van wielrenners met als beginletter van hun achternaam een M.

## Ma
- Marc de Maar
- Jeremy Maartens
- Jan Maas (1900)
- Jan Maas (1996)
- Jo Maas
- Martijn Maaskant
- Frans Maassen
- Fraser Mac Master
- Ian MacGregor
- Michele Maccanti
- Tiago Machado
- Erich Mächler
- Floortje Mackaij
- Katie Mactier
- Marc Madiot
- Yvon Madiot
- Laurent Madouas
- Valentin Madouas
- Ángel Madrazo
- Jimmi Madsen
- André Maelbrancke
- Freddy Maertens
- Nikolas Maes
- Romain Maes
- Sylvère Maes
- Ana Vitória Magalhães
- Enrico Magazzini
- Filippo Magli
- Erica Magnaldi
- Antonin Magne
- Claude Magni
- Fiorenzo Magni
- Oreste Magni
- Emmanuel Magnien
- Paul Magnier
- Glenn Magnusson
- Silvia Magri
- Riccardo Magrini
- Parayak Mahawong
- Frans Mahn
- Mitja Mahorič
- André Mahé
- François Mahé
- Harald Maier
- Gilles Maignan
- Frédéric Mainguenaud
- Julien Maitron
- Christine Majerus
- Rafał Majka
- Luigi Malabrocca
- Davide Malacarne
- Barbara Malcotti
- Lieven Malfait
- Bas Maliepaard
- Jean Malléjac
- Adriano Malori
- Francisco Mancebo
- Henri Manders
- René Mandri
- Laurent Mangel
- Alexandra Manly
- Giovanni Mantovani
- Fernando Manzaneque
- Jesús Manzaneque
- Jesús Manzano
- Mario Manzoni
- Michele Mara
- Marco Marcato
- Luigi Marchisio
- Matej Marin
- Jørgen Marcussen
- Tomasz Marczyński
- Martin Mareš
- Thierry Marichal
- Thierry Marie
- Sergio Marinangeli
- Jean-Marc Marino
- Hennie Marinus
- Loes Markerink
- Aleksej Markov
- Kelly Markus
- Femke Markus
- Riejanne Markus
- Nuño Marta
- René Martens
- Paul Martens
- Rony Martias
- Miguel Ángel Martín Perdiguero
- Daniel Martin
- Guillaume Martin
- Hector Martin
- Ludovic Martin
- Raymond Martin
- Sara Martin
- Tony Martin
- Yvan Martin
- Silvio Martinello
- Daniel Martínez
- Egoi Martínez
- Francisco José Martínez
- José Alberto Martínez
- Lenny Martinez
- Mariano Martínez
- Miguel Martinez
- Serafín Martínez
- Giuseppe Martino
- Maria Martins
- Julia Martisova
- Greta Marturano
- Franco Marvulli
- Jarosław Marycz
- Marco Marzano
- Ruggero Marzoli
- Samuele Marzoli
- Enric Mas
- Andrea Masciarelli
- Francesco Masciarelli
- Simone Masciarelli
- Gaia Masetti
- Jean-Luc Masdupuy
- Oscar Mason
- Antonio Maspes
- Jules Masselis
- Rodolfo Massi
- Imerio Massignan
- Emile Masson
- Emile Masson
- Raymond Mastrotto
- Enrique Mata
- Martin Mata
- Pernille Mathiesen
- Cédric Mathy
- Joseph Mathy
- Rudy Mathys
- Nico Mattan
- Michael Matthews
- Serhij Matvjejev
- Andreas Matzbacher
- Cleto Maule
- Rolf Maurer
- Melchor Mauri
- Carlos Alberto Maya
- Paul Maye
- Alexandre Mayer
- Iban Mayo
- Iban Mayoz
- Julien Mazet
- Piotr Mazur
- Luca Mazzanti
- Eddy Mazzoleni
- Gino Mäder

## Mc
- David McCann
- Jason McCartney
- Pat McCarty
- Gordon McCauley
- Alan McCormack
- Frank McCormack
- Paul McCormack
- Damian McDonald
- Audrey McElmury
- Robbie McEwen
- Floyd McFarland
- Bradley McGee
- Scott McGrory
- David McKenzie
- Robert McLachlan
- Ian McLeod
- Brandon McNulty
- David McPartland
- Pat McQuaid
- Chann McRae

## Me
- Bruno Mealli
- Anna Meares
- Isidoor Mechant
- Vincenzo Meco
- Maxime Méderel
- Matías Médici
- Jacques van Meer
- Gianni Meersman
- Jordi Meeus
- Armin Meier
- Christian Meier
- Roland Meier
- Harie Meijers
- Raymond Meijs
- Peter Meinert-Nielsen
- Ettore Meini
- Louis Meintjes
- Filip Meirhaeghe
- Álvaro Mejía
- Javier Mejías
- Mirjam Melchers
- Frans Melckenbeeck
- Iván Melero
- Irene Mendez Melgarejo
- Christophe Mengin
- Denis Mensjov
- Erwan Menthéour
- Pierre-Henri Menthéour
- Karl Menzies
- Cherif Merabet
- Juan Miguel Mercado
- Scott Mercier
- Axel Merckx (zoon van Eddy Merckx)
- Eddy Merckx (de kannibaal)
- Jésus Merino
- Pedro Merino
- Michele Merlo
- Arsène Mersch
- Jan Mertens
- Pieter Mertens
- Christoph Meschenmoser
- Joeri Metloesjenko
- Robby Meul
- Maurice Meuleman
- Eloi Meulenberg
- Charles Meunier
- Cameron Meyer
- Travis Meyer
- Luka Mezgec

## Mi
- Lars Michaelsen
- Gennadi Michajlov
- Giovanni Micheletto
- Claudio Michelotto
- Alexis Michiels
- Jacek Mickiewicz
- Joop Middelink
- Theo Middelkamp
- Dilyxine Miermont
- Madis Mihkels
- Hrvoje Miholjević
- Vladimir Miholjević
- Marco Milesi
- Arsène Millochau
- Shawn Milne
- Nicola Minali
- Sébastien Minard
- Giuseppe Minardi
- Anton Mindlin
- Miguel Mínguez
- Gaby Minneboo
- Guy Minsart
- Devis Miorin
- Hélder Miranda
- Aleksandr Mironov
- Gabriele Missaglia
- Alessia Missiaggia
- Nathan Mitchell
- Rudolf Mitteregger
- Takashi Miyazawa
- Ghader Mizbani
- Andrej Mizoerov

## Mo
- Emilie Moberg
- Sacha Modolo
- Ingrid Moe
- Dmitri Moeravjov
- Koos Moerenhout
- Peter Möhlmann
- Matej Mohorič
- Amaël Moinard
- Wouter Mol
- Roger Molenaers
- Yvo Molenaers
- Andrea Moletta
- Jean-Luc Molineris
- Marcel Molines
- Camilla Møllebro
- Bauke Mollema
- Claus Michael Møller
- Maurice Mollin
- Enrico Mollo
- Frédéric Moncassin
- David Moncoutié
- Gianpaolo Mondini
- Lloyd Mondory
- Maxime Monfort
- Damien Monier
- Cyrille Monnerais
- Jean-Pierre Monseré
- Sven Montgomery
- Iris Monticolo
- Jesús Montoya
- Ashleigh Moolman-Pasio
- Puck Moonen
- Leontien van Moorsel
- Alexandre Moos
- Steve Morabito
- Jim Moran
- Christophe Moreau
- Francis Moreau
- Sammie Moreels
- Franck Morelle
- Daniel Morelon
- Cristian Moreni
- Daniel Moreno
- Ainhoa Moreno Ossowsky
- António Morgado
- Manuele Mori
- Massimiliano Mori
- Simone Mori
- Anaïs Morichon
- Anthony Morin
- Maurits Moritz
- Florian Morizot
- Michael Mørkøv
- Harald Morscher
- August Mortelmans
- Leif Mortensen
- Martin Mortensen
- Lisa Morzenti
- Gianni Moscon
- Aldo Moser
- Enzo Moser
- Francesco Moser
- Ezequiel Mosquera
- Louis Motké
- Gianni Motta
- Ernest Mottard
- Charly Mottet
- Louis Mottiat
- Célia Le Mouel
- Francis Mourey
- Jens Mouris
- Luca Mozzato

## Mu
- Dalia Muccioli
- Matej Mugerli
- Gregor Mühlberger
- Rob Mulders
- Christian Müller
- Dirk Müller
- Heinz Müller
- Jörg Müller
- Martin Müller
- Jean-Pierre Munch
- Hernán Darío Muñoz
- Giuseppe Muraglia
- Javier Murguialday
- Uroš Murn
- John Murphy
- Christian Murro
- Besnik Musaj
- Johan Museeuw
- Daniel Musiol
- Sara Mustonen
- Ronald Mutsaars
- Stefan Mutter
- Évita Muzic

## My
- Nika Myalitsina
- Yana Myalitsina

A · B · C · D · E · F · G · H · I · J · K · L · M · N · O · P · Q · R · S · T · U · V · W · X · Y · Z